# Haribo
Cet article possède des paronymes, voir Aribaud et Aribot.
Haribo est une marque de confiserie allemande et le nom d'une multinationale fondée en 1920 par le confiseur allemand Hans Riegel. Elle tient son nom de son inventeur et de sa ville d'origine, Bonn : Hans Riegel Bonn.
Son premier produit commercialisé à grand succès fut l'« Ours d'Or », un bonbon gélifié en forme d'ourson.
Haribo a financé sa croissance sans aide extérieure et reste donc la propriété de la famille fondatrice,. L'entreprise génère un chiffre d'affaires estimé entre 2 et 3 milliards d'euros par an,, ce qui fait de la marque le numéro un de la vente de sucreries gélifiées en Europe (350 000 tonnes par an),,[source insuffisante]. En Allemagne, elle détient une part de marché de 58 %,.
L'entreprise possède également les marques Maoam, Zan, BärenSchmidt et Dulcia.

## Historique

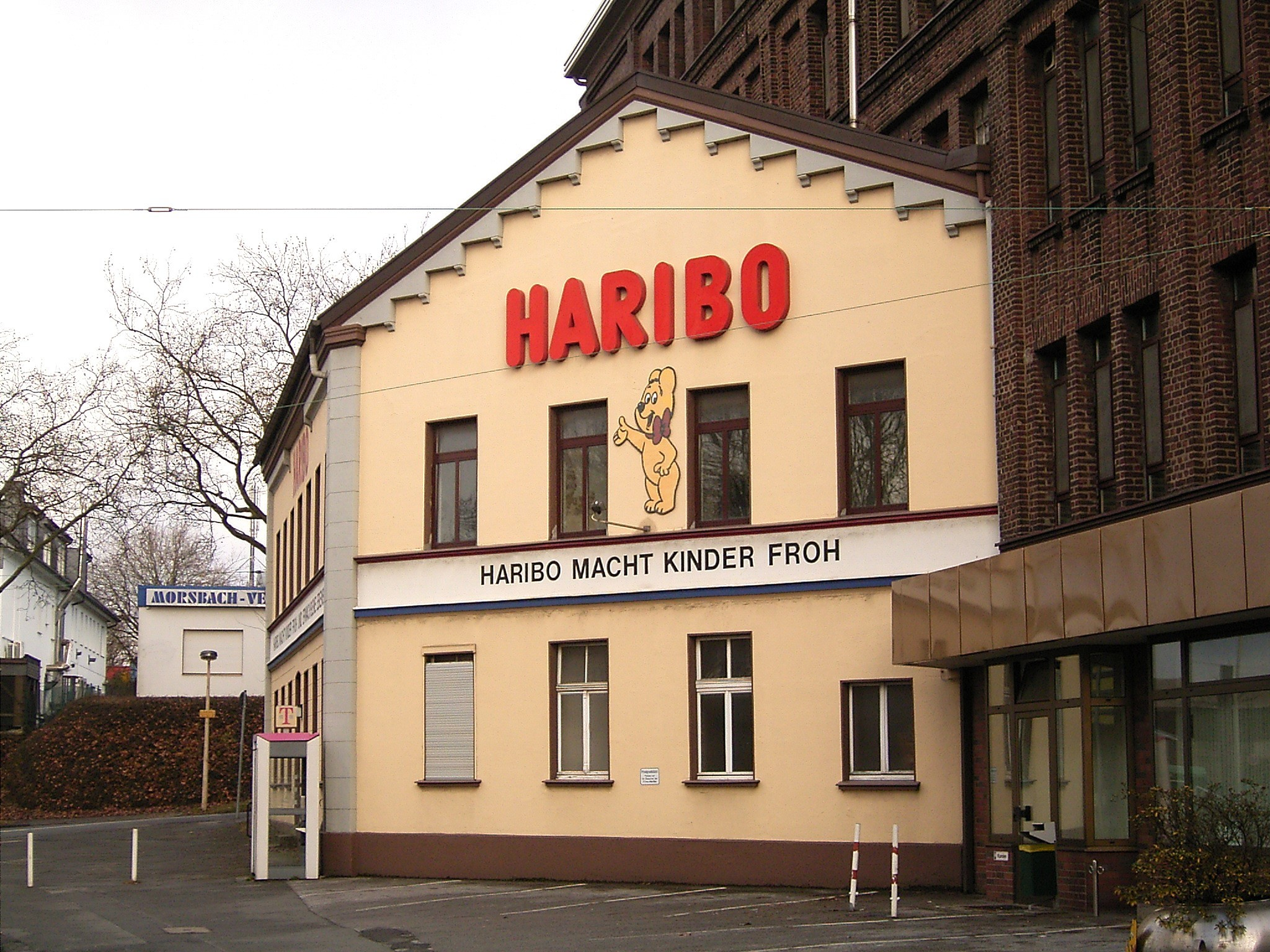
Atelier de production et ancienne boutique Haribo à Solingen en Allemagne.

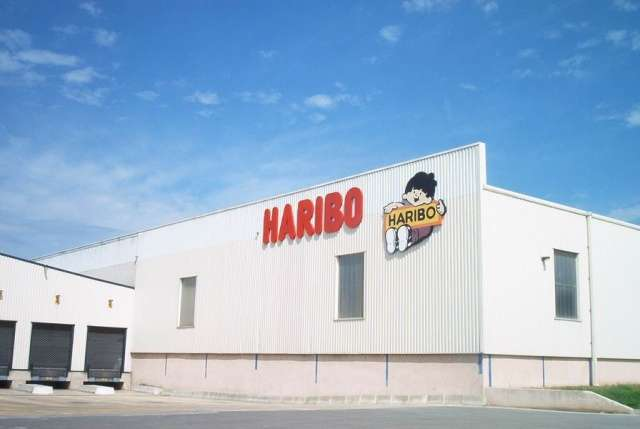
Usine Haribo à Uzès en France.

Le 13 décembre 1920, l'entreprise Haribo est inscrite au registre de commerce de Bonn. Selon les dires de la société, le capital de départ se limite à un sac de sucre. Le premier atelier de fabrication se trouve dans une maison acquise en 1920 dans la Bergstraße à Kessenich (commune de Bonn) et l'équipement se limite à un chaudron de cuivre, une plaque de marbre, un tabouret, un four à briques et un rouleau,. Deux ans plus tard, Hans Riegel invente les « Ours danseurs » (Tanzbär), précurseurs des « Ours d'Or »,.
En 1925, Haribo commence la fabrication de produits à base de réglisse. Au début des années 1930, un système de vente est installé en Allemagne et le bâtiment principal d'une nouvelle usine de fabrication est construit. En 1935, la « Haribo Lakrids A/S Kopenhagen » est fondée à Copenhague, en collaboration avec les partenaires commerciaux Christian et Eckhof Hansen.
La production diminue fortement pendant la Seconde Guerre mondiale et se concentre sur « la réglisse alimentaire et médicamenteuse », entre autres à cause du manque de matières premières.
À la mort du fondateur Hans Riegel en mars 1945, son épouse s'occupe de l'entreprise, puis la direction est reprise par les deux fils, Hans et Paul, après leur retour de captivité en 1946. Hans Riegel junior (1923-2013) « très expansif, s'occupe du commercial et de la publicité », tandis que Paul Riegel (de) (1926-2009), qui n'apparaît presque jamais en public, dirige la production.
En 1957, Haribo reprend l'entreprise « Kleutgen & Meier » de Bad Godesberg, où Hans Riegel senior avait commencé à travailler. En 1961, elle absorbe la S.A « Bonera Industrie en Handelsmaatschappij » de Bréda aux Pays-Bas, et la transforme en société privée, la « Haribo Nederland B.V »[réf. souhaitée].
En 1967, l'enseigne acquiert des parts de l'usine de confiserie française Lorette, située à Marseille, et la renomme en « Haribo-France S.A. » ; cette société fusionne en 1987 avec Ricqlès-Zan, un fabricant du sud de la France (entreprise fondée en 1862 par Henri Lafont à Uzès, qui fusionna avec la société Ricqlès en 1970) et donne naissance à « Haribo Ricqles-Zan » dont les sites de production sont à Marseille, Uzès et Wattrelos. En 1968, la marque prend une participation dans l'entreprise « Dr Hillers AG » de Solingen, qu'elle rachète entièrement en 1979. L'année suivante, démarre la construction d'une nouvelle unité de production de confiserie gélifiée, réglisse et chewing-gum, selon un plan d'extension en trois phases[réf. souhaitée].
Durant les années 1970, des organismes de distribution sont mis en place en Suède et en Autriche où la marque reprend la société « Panuli Bonbon GmbH » de Linz[réf. souhaitée]. En 1971, elle acquiert une participation majoritaire chez le fabricant Bären-Schmidt et, en 1972, une participation dans la firme anglaise Dunhills, dont elle prend le contrôle en 1994.
En 2003, Hans Riegel junior désigne un de ses neveux, Hans Jürgen Riegel, comme son successeur, sans réellement le nommer directeur. Ce dernier, « lassé » d'attendre son tour, quitte l'entreprise en 2006 après avoir développé Haribo en France et au sud-ouest de l'Europe.
Des acquisitions supplémentaires et des lancements de produits ont lieu[Quand ?], entre autres, en France, Norvège, Espagne, Finlande et Turquie[réf. souhaitée].
En 2010, un après la mort de Paul Riegel (de), ses héritiers conservent leur participation au capital. Haribo reste donc une entreprise familiale et Hans Riegel junior confie une partie de ses pouvoirs à deux de ses neveux.
Depuis la mort de Hans Riegel junior en 2013, son neveu et son « protégé », codirigent l'entreprise Haribo.
Depuis décembre 2014, le groupe teste un nouveau canal de distribution en commercialisant ses produits sur Internet et en lançant une plateforme de commerce en ligne. La même année, la marque s'associe à la marque Oasis pour tirer profit de son image auprès des enfants et relancer sa gamme de bonbons gélifiés.
En avril 2017, Haribo annonce la suppression d'une centaine de postes en France à l'horizon 2018, soit 15% de son effectif dans ce pays.

## Haribo en France: Haribo Ricqles Zan, informations financières
La société Haribo Ricqles Zan a été immatriculée en 1957.
En 2017 elle a réalisé un chiffre d'affaires de 258 612 200 €, dégagé un résultat de 16 302 100 €.
Elle emploie dans ses 18 établissements 688 personnes.

## Produits
Haribo commercialise une gamme étendue de confiseries. Les plus connues[réf. nécessaire] sont les produits décrits ci-après.

### Fraise Tagada

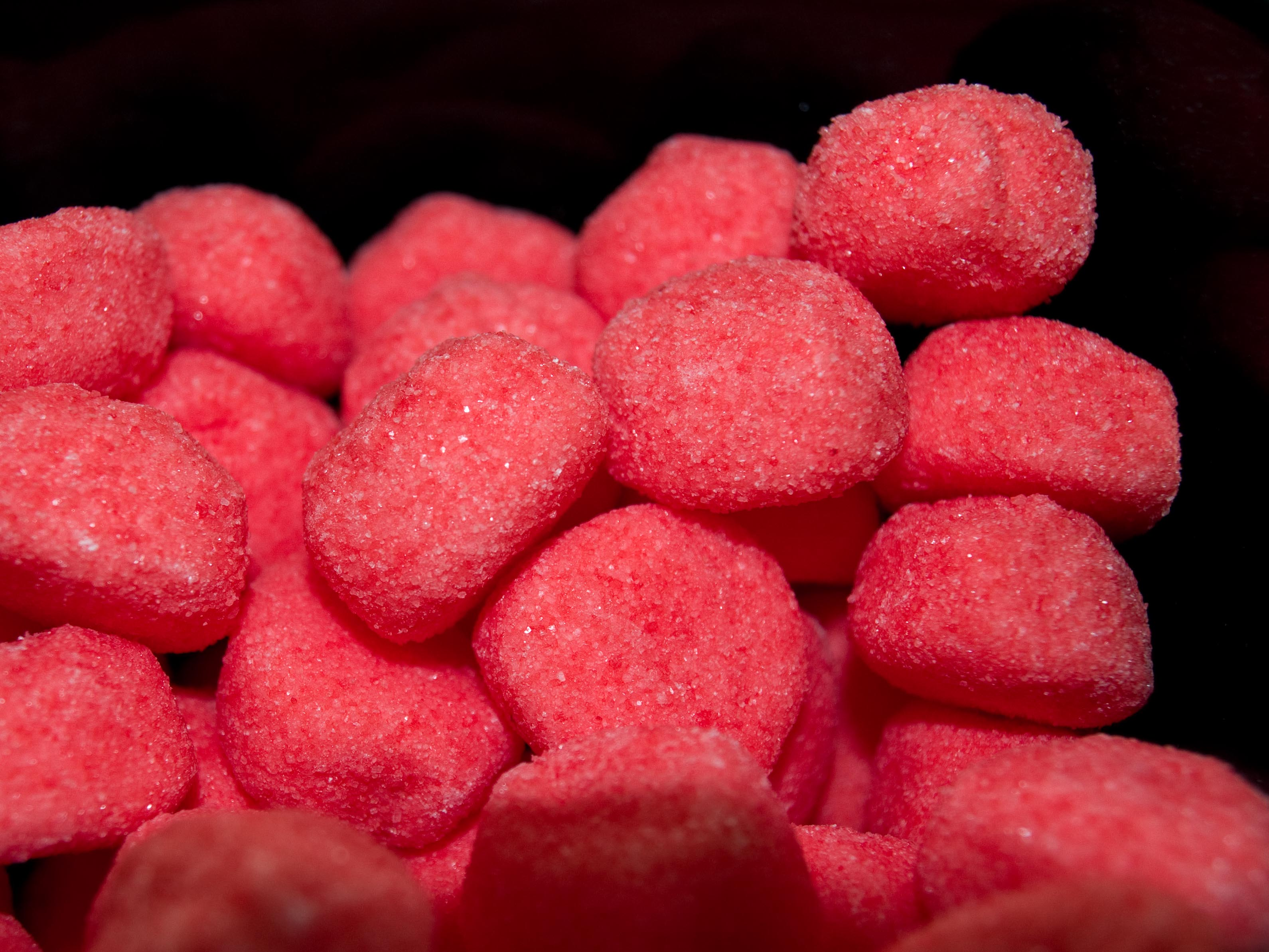
Fraises Tagada.

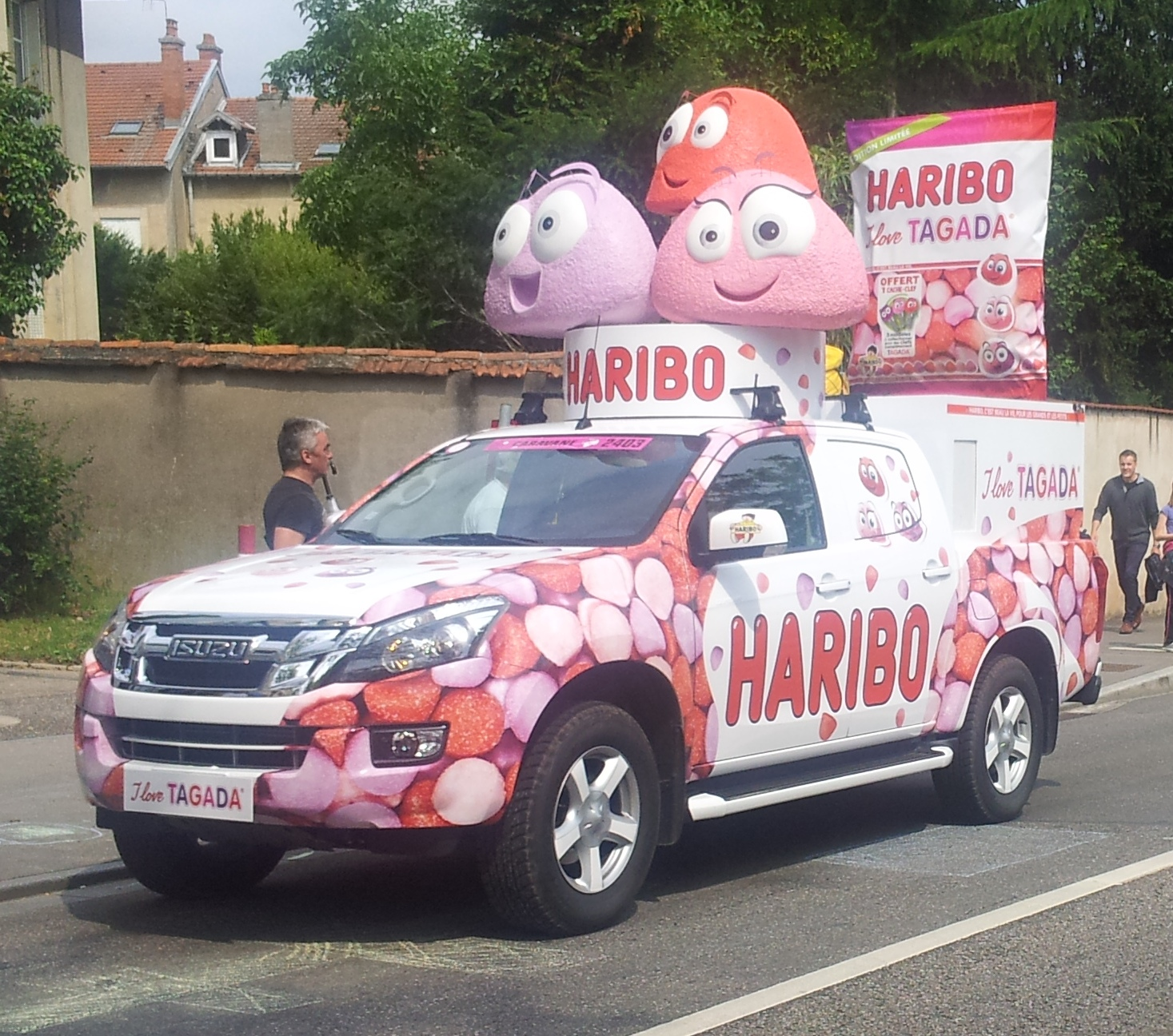
Véhicule publicitaire lors du Tour de France 2014 présentant les trois sortes de Fraises Tagada.

La Fraise Tagada, inventée en 1969 par la filiale française du groupe Haribo, se présente sous la forme d'une boule de guimauve aérée, recouverte de sucre fin coloré de rose et aromatisé. Son nom vient de sa forme, sa couleur et son goût qui imitent ceux de la fraise. En 2010, Haribo commercialise Tagada Pink (acidulée) et en 2013 une déclinaison Tagada Purple.
Le nom « Tagada » a été proposé par le directeur commercial de l'époque qui aurait entendu dans un cabaret la rengaine « tagada tsoin tsoin », puis accepté par un vote en assemblée.
En France, la Fraise Tagada est un des bonbons les plus connus, mais aussi les plus imités : nombreuses sont les marques de confiseries qui ont créé leur propre imitation de la Fraise Tagada. En 2002, lors du passage à l'euro, la Fraise Tagada connait en France une augmentation de prix[réf. nécessaire], et une augmentation de poids critiquée par les nutritionnistes.
Les ventes de Fraises Tagada atteignent un milliard d'unités par an en France,. Il s'agit de la troisième meilleure vente de la marque en France. Le produit est peu disponible, voire inconnu dans d'autres pays, notamment les États-Unis,. L'usine d'Uzès peut fabriquer 110 sachets de 300 grammes à la minute.

### Ours d'Or

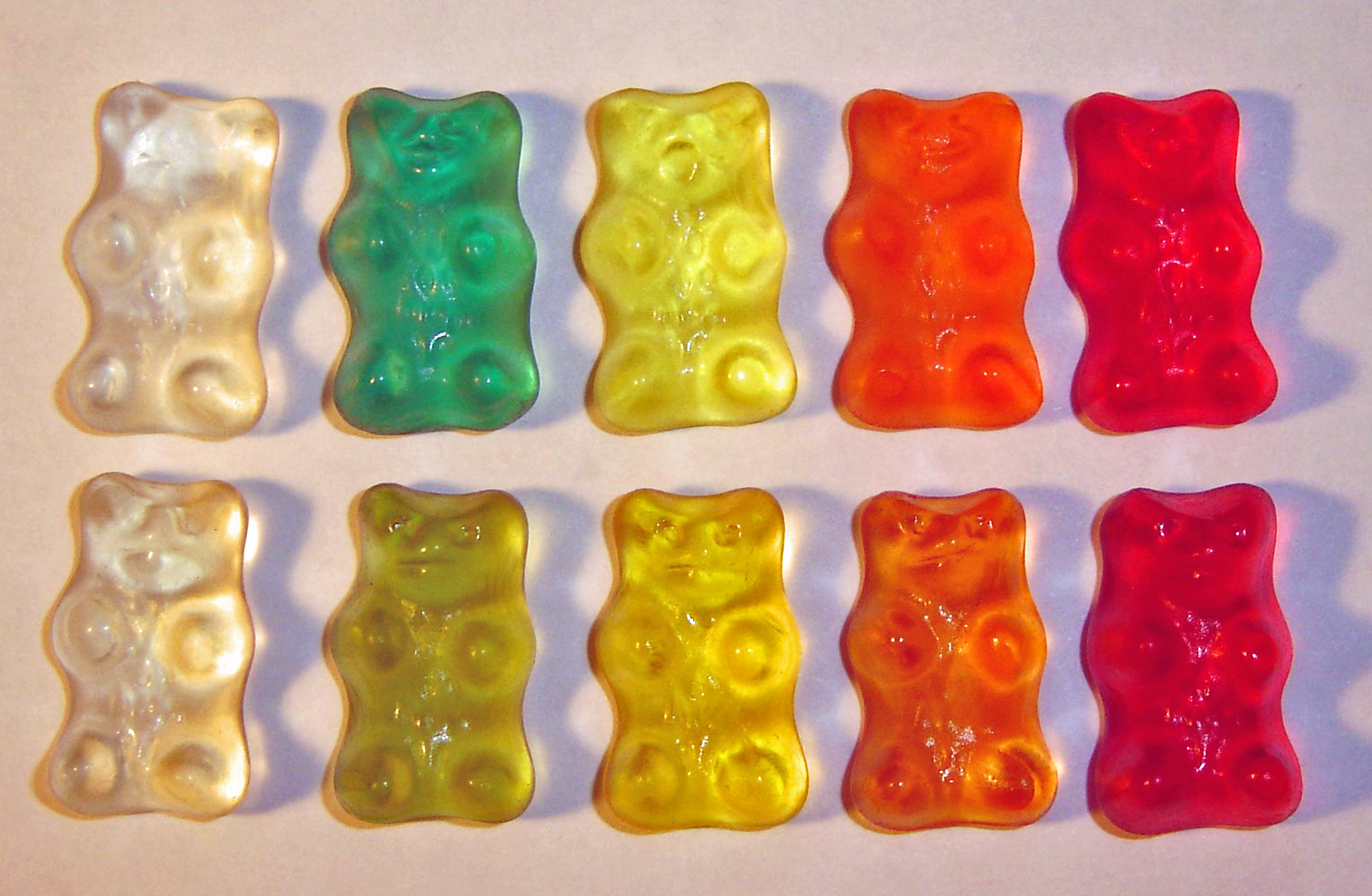
Versions française (rangée du haut) et allemande (bas) des Ours d'Or.

Ours d'Or (de son originel Goldbär) ou Gummibär (ours de gomme, mais cette appellation est restée allemande) est un bonbon gélifié en forme d'ourson.
Les Ours d'Or ayant eu un très grand succès, d'autres bonbons de la même matière en furent dérivés, tels des vers ou des mini-burgers.
La pâte gélifiée constituant les Ours d'Or est composée de sucre, sirop de glucose, parfums artificiels, colorants, acide citrique et de gélatine, généralement porcine. Il existe des variantes de l'Ours d'Or qui remplacent la gélatine par de la pectine au profit des végétariens. Ce qui amène à avoir différentes versions d'un pays à un autre

### Haribo Pik

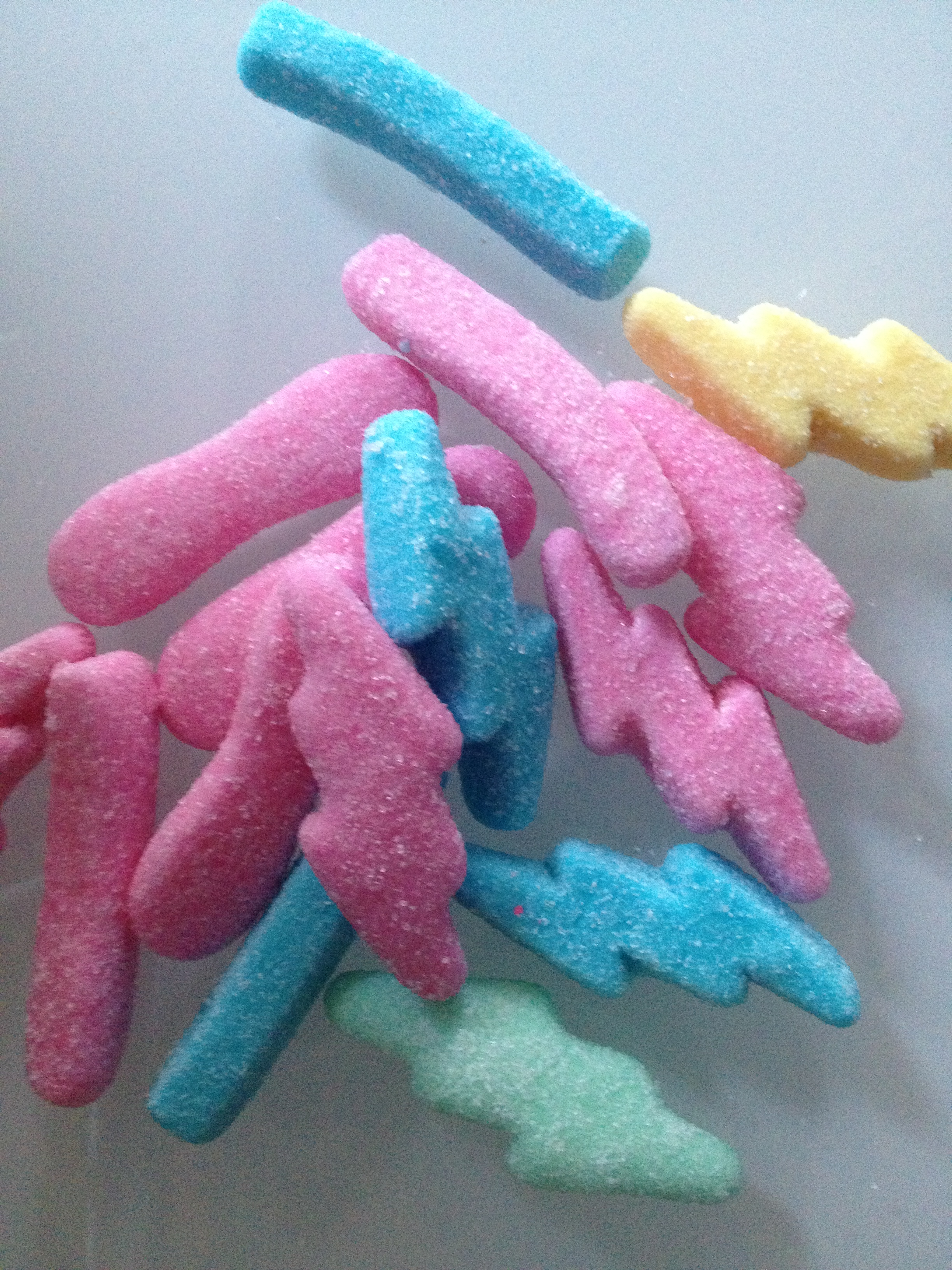
Bonbons Haribo Monster Pik.

En 2011, Haribo lance sa gamme de bonbons acides avec Haribo Pik.
L'entreprise revisite certains de ses grands classiques avec Croco Pik, les Schtroumpfs Pik et agrandit sa gamme avec Orangina Pik, puis Délir Pik et The Pik Box en 2012.
Au printemps 2013, Haribo Pik propose à ses amateurs deux nouveautés : Brazil Pik et Monster Pik. Monster Pik est le plus acide de toute la gamme Haribo PIk.[réf. nécessaire] Monster Pik propose des bonbons en forme d’éclairs et de frites aux couleurs pétillantes : rose, bleu, jaune et vert.

### Car en Sac

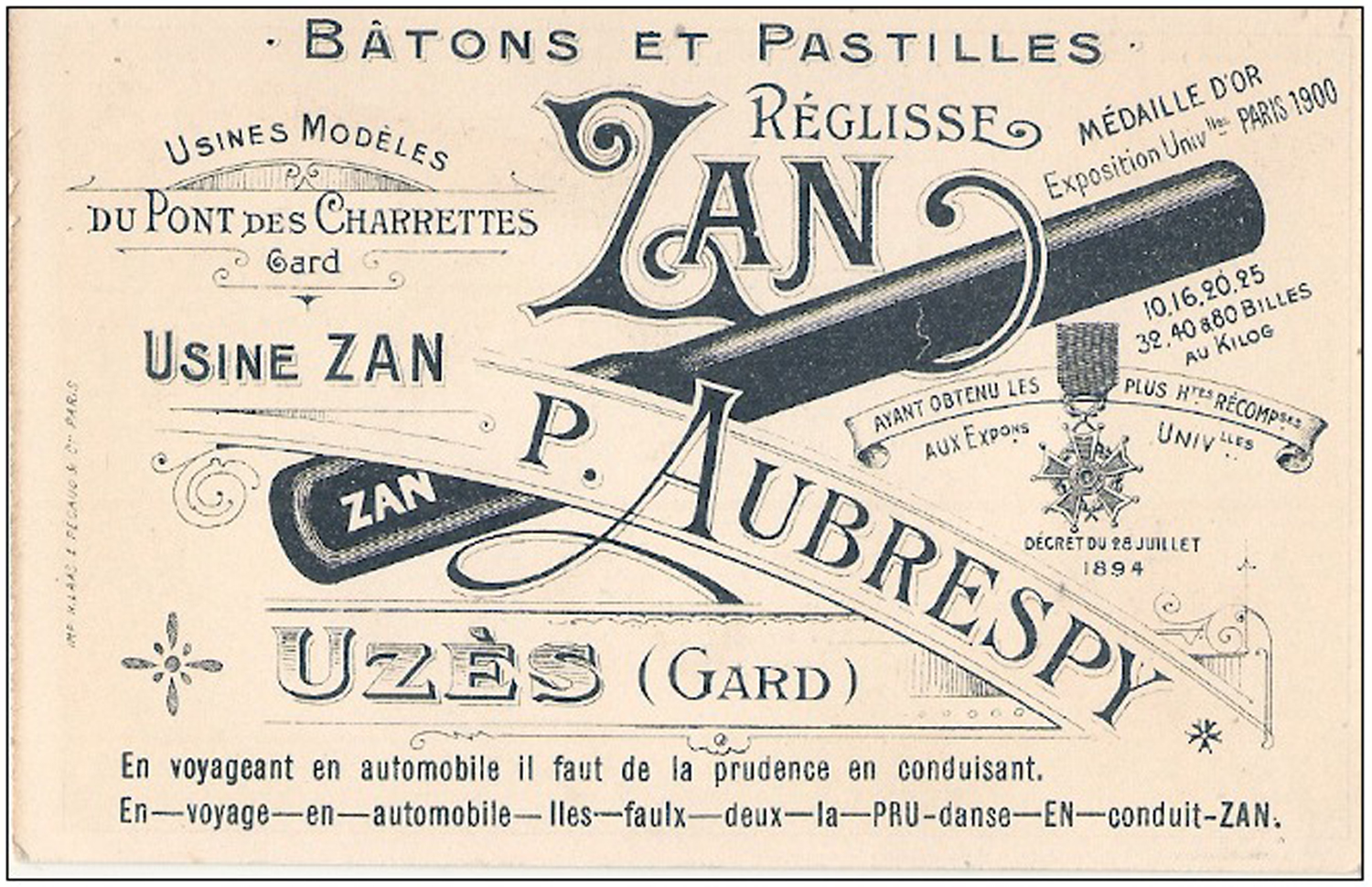
Réglisses Zan en 1900.

Les Car en Sac sont de petits bonbons multicolores, en forme de gélules, présentés dans un sac plastique, ou bien dans une boîte en carton. Ces bonbons renferment un cœur de réglisse sous une carapace de sucre colorée. De petite taille au début (environ 1 cm), une version géante d'environ 2 cm parfumée à la menthe, l'anis étoilé et l'eucalyptus existe avec une plus grande variété de couleurs.
Ingrédients : sucre, sirop de sucre mélassé, farine de blé, lactose, amidon de maïs, amidon de riz, suc de réglisse, fécule, arômes, colorants E 104, E 122, E 131, agent d'enrobage : cire d'abeilles, cire de carnauba.
Le nom provient en toute probabilité de la société Car. C'est en 1866 qu'a été construite l'usine Car sur la commune de Brignon, au lieu-dit « La Réglisserie ». En 1987, la fabrication des réglisses de l'usine Car a été transférée à l'usine du Pont des Charrettes à Uzès, au moment de la création du géant européen Haribo-Ricqulès-Zan devenu Haribo

### Dragibus

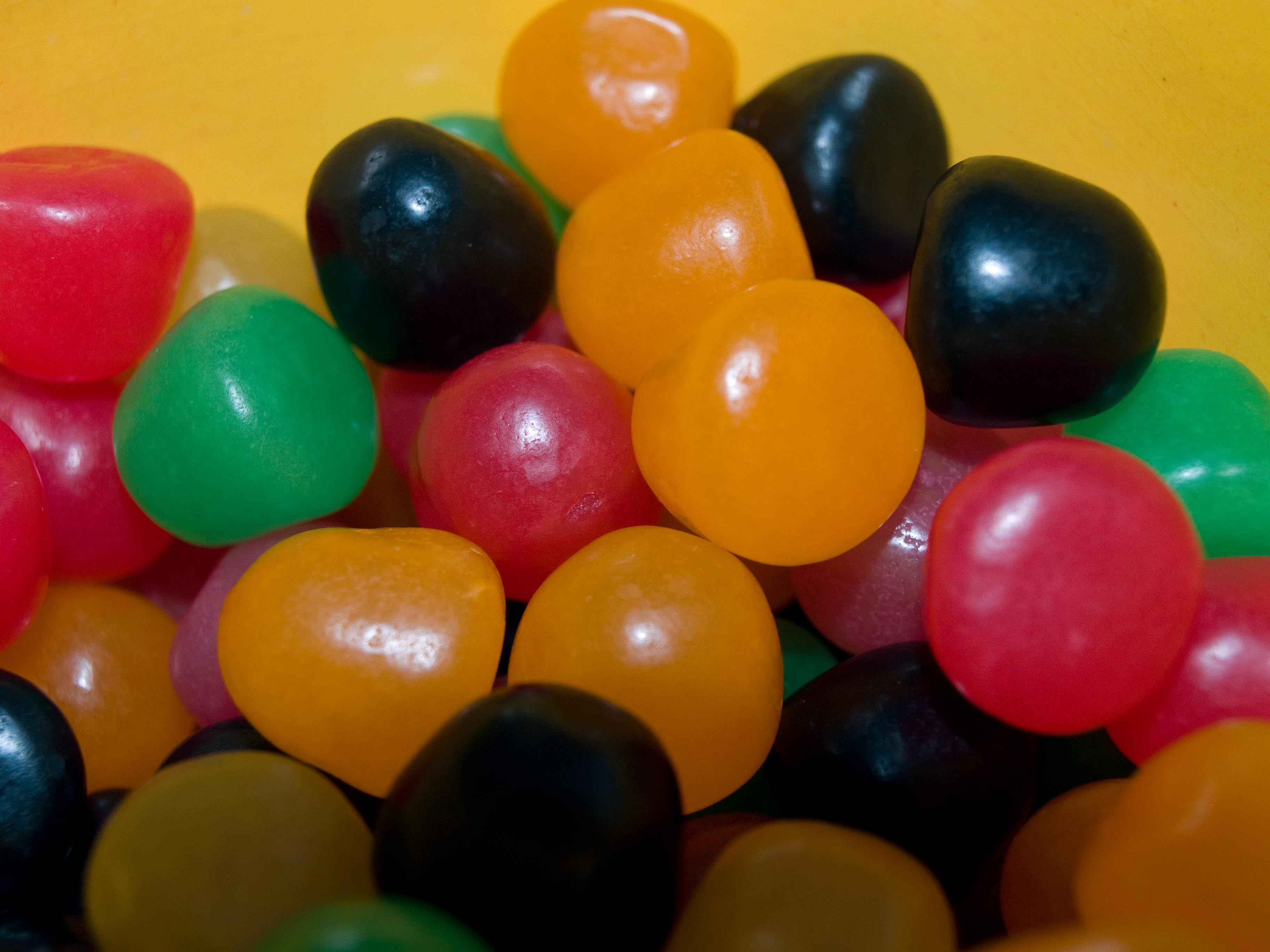
Dragibus.

Les Dragibus sont des bonbons en forme de petites billes qui peuvent se présenter en plusieurs couleurs. Ils ont un goût légèrement acide et collent aux dents.
Il en existe une variante, les Dragibus Soft, qui sont plus gros, mais qui conservent les caractéristiques des Dragibus classiques. Une autre variante existe : les Dragibus Mix, un mélange des petits et des gros. Il existe aussi une version spéciale Tagada, roses et rouges, qui a le goût des fraises Tagada.
Il existe des variantes dans la composition des paquets de Dragibus, notamment les paquets Halloween, qui ne contiennent que des Dragibus noirs et orange.
Dragibus représente le deuxième produit le plus vendu de la marque en France. En 2013, la marque propose les Dragibus Bicool. Il s'agit de Dragibus avec deux goûts différents.

### Floppie's

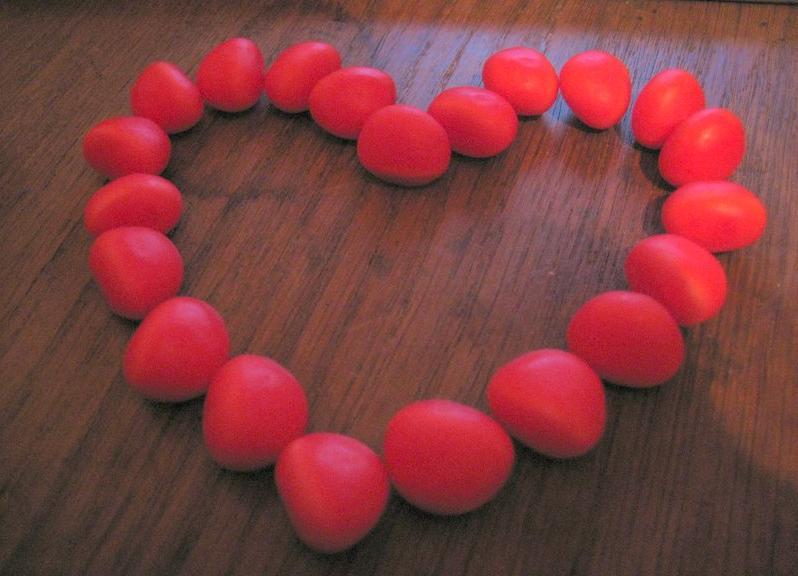
Des floppie's (disposés en forme de cœur).

Le Floppie's se présente sous la forme de petites boules rouges, vertes, bleues, jaunes ou roses, dures à l'aspect lisse. Leur forme n'est pas parfaitement sphérique, elle comporte une aire plane. L'intérieur du Floppie's est une matière blanche pâteuse.

### Haribo Croco

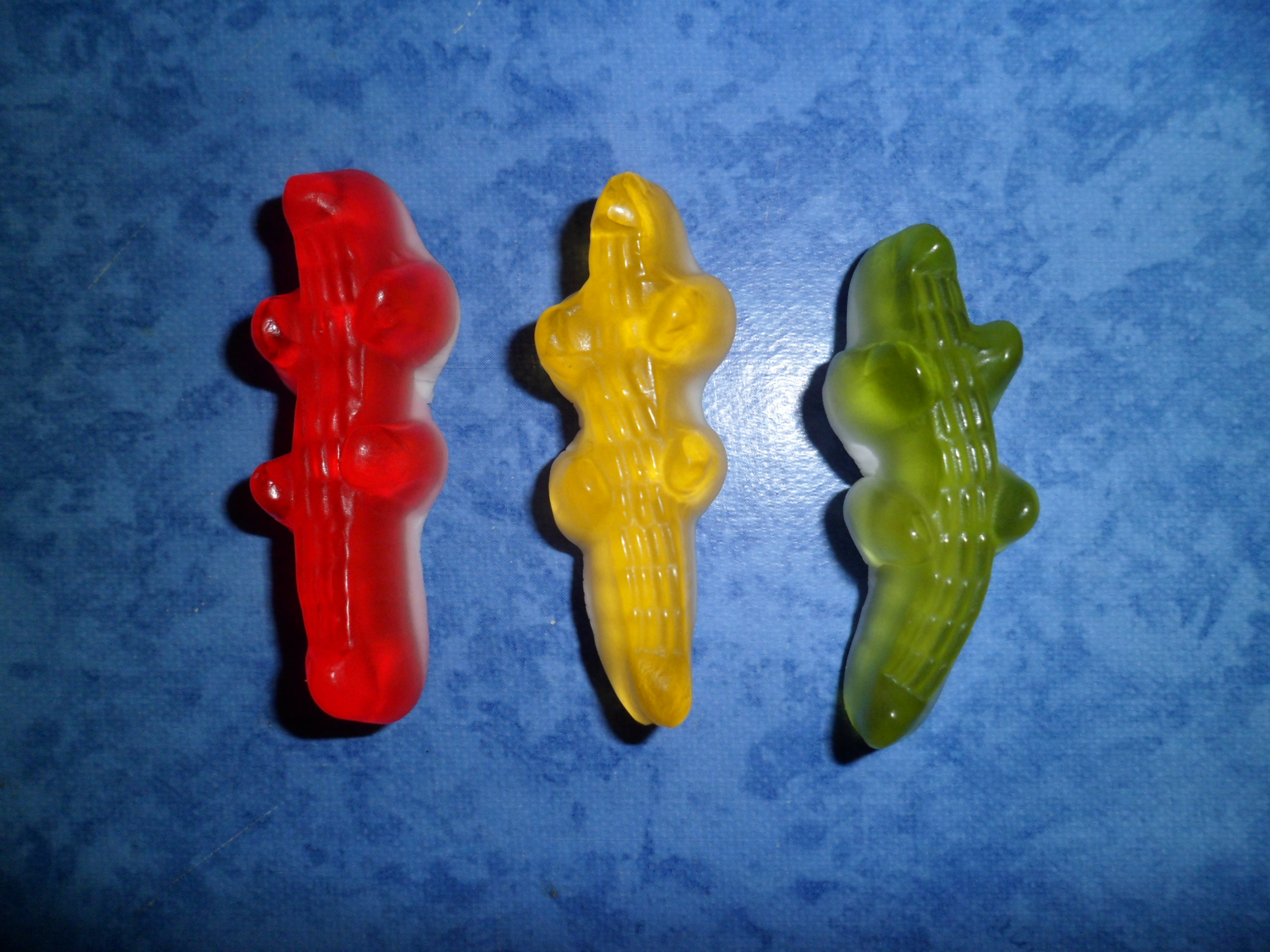
Trois variantes d'Hari Croco.

Produit phare de l'entreprise, le Haribo Croco est apparu pour la première fois en 1984 (cf. site officiel Haribo). Distribué à sa sortie uniquement dans les pays d'Amérique du Nord, le produit a rapidement traversé l'Atlantique pour connaître le succès en Europe. Il s'agit du cinquième produit le plus vendu par la marque en France.
Il en existe quatre variantes : jaune, vert, rouge et bleu. En 2014, le bleu et le orange font leur apparition. Les versions Halloween (nommées « Croco'ween ») se décomposent en 4 couleurs : jaune, orange, violet et noir.

### Flower Power
Les bonbons Flower Power sont des bonbons Haribo en forme de fleur. Pas plus large que 2 centimètres, ce bonbon fleur peut être de couleur verte rose jaune ou rouge. C'est un bonbon gélifié fourré d'une pâte sucrée un peu comme les "cocobat" mais aux fruits.
Les Flower power ne font pas partie de la gamme Haribo France. Ils sont distribués en Belgique. On peut les retrouver dans les supermarchés français mais mélangés avec d’autres bonbons comme les “world mix” ou encore la “happy box”.
Ils sont similaires au Pico Balla, la seule chose qui change c’est la forme. Les Flower power sont des bonbons qui sont parfaits pour vos décorations de gâteaux, de bonbons, ou autres réalisations.  

### Schtroumpfs
La déclinaison de ces personnages de bande dessinée qui présente en bonbon le village de petits bonhommes bleus imaginé par Peyo existe depuis une trentaine d’années.
Haribo France produit chaque année 14 milliards de bonbon dont 50 millions de schtroumpfs. Ils sont vendus dans un sachet en plastique solide principalement d’un bleu vif. Il existe trois format, 300g, 120g et 40g. Le fond bleu est illustré avec de nombreux dessins de la bande dessinée. Ils sont bien finis avec un effet de beaux reliefs arrondis, la couleur et les formes permettent d’identifier aisément les petits personnages.  

### Autres bonbons
- A... mit Ohren
- Bams[37]
- Banan's
- Berries
- Chamallows[38]
- Chococo
- Cocobat
- Croco[39]
- Dragoon-Pik[40]
- Dragolo[41]
- Flanbotti
- Fruiki-Pik
- Fruity Mix (Pasta Basta)
- Guimauve
- Grains de Millet
- Hari Croco[42]
- Happy Cherry
- Happy Cola[43]
- Jelly Babies
- Korsbär
- Little Cupcakes
- Mao-Croqui
- Mega Fête
- Miami
- Mistral (bouteille de cola)
- Nappar
- Oasis[44]
- Œufs au plat
- Orangina[23]
- Pfirsiche (pêche)
- Pico Balla
- Quaxi
- Raup XXL
- Riesenschlangen
- Rouleaux de réglisse (rotella)
- Schtroumpf Pik[45]

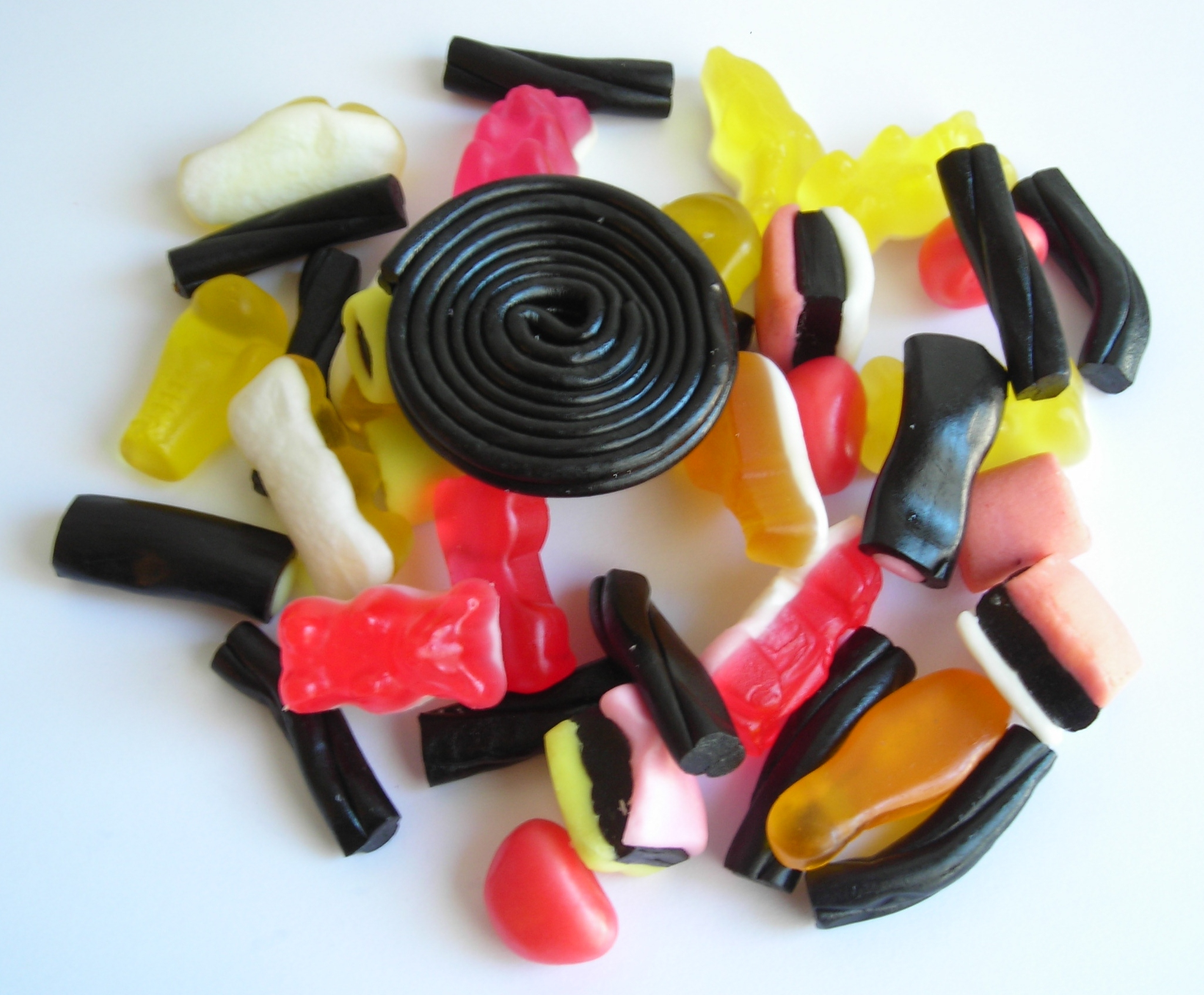
Assortiment de bonbons Haribo.

- Starmint (Carrés blancs à la menthe)
- Tagada Purple Intense[46]
- Titeuf
- Zan
- Zimballa

## Composition et valeurs nutritionnelles des bonbons

### Liste des composants
- Acide citrique (acidifiant) (E330)
- Amidon
- Arômes
- Citrate de sodium (correcteur d'acidité)
- Dextrose
- Gélatine
- Sirop de glucose
- Sucre, sucre cristal
- Colorants : (E104, E110, E122, E124, E129, E131, E153)
- Cire de carnauba (agent d'enrobage)

Pour 100 g
- Valeur énergétique : 390 kcal / 1 650 kJ
- Protéines : 2 g
- Glucides : 95 g
- Lipides : 0 g

### Gélatine animale
Haribo utilise des ingrédients incompatibles avec certaines pratiques alimentaires. D'après leur site français, « la Société HARIBO utilise essentiellement de la gélatine extraite de peau de porcs - la plus utilisée dans l’industrie alimentaire – pour la fabrication de ses confiseries destinées au marché français et occasionnellement de la gélatine de bœuf pour les produits destinés à certains circuits spécialisés (export vers des pays musulmans principalement) ».
Malgré l’utilisation controversée de gélatine de porc dans la production de leurs bonbons, Haribo n’indique pas l’origine animale de cet ingrédient sur l’étiquette. « Chamallows, l’Original » contient des carmins, un colorant issu de la cochenille, un petit insecte
Cependant, il existe une gamme de produits qui sont conformes à certaines pratiques religieuses (gammes Casher et Halal).

## Marketing

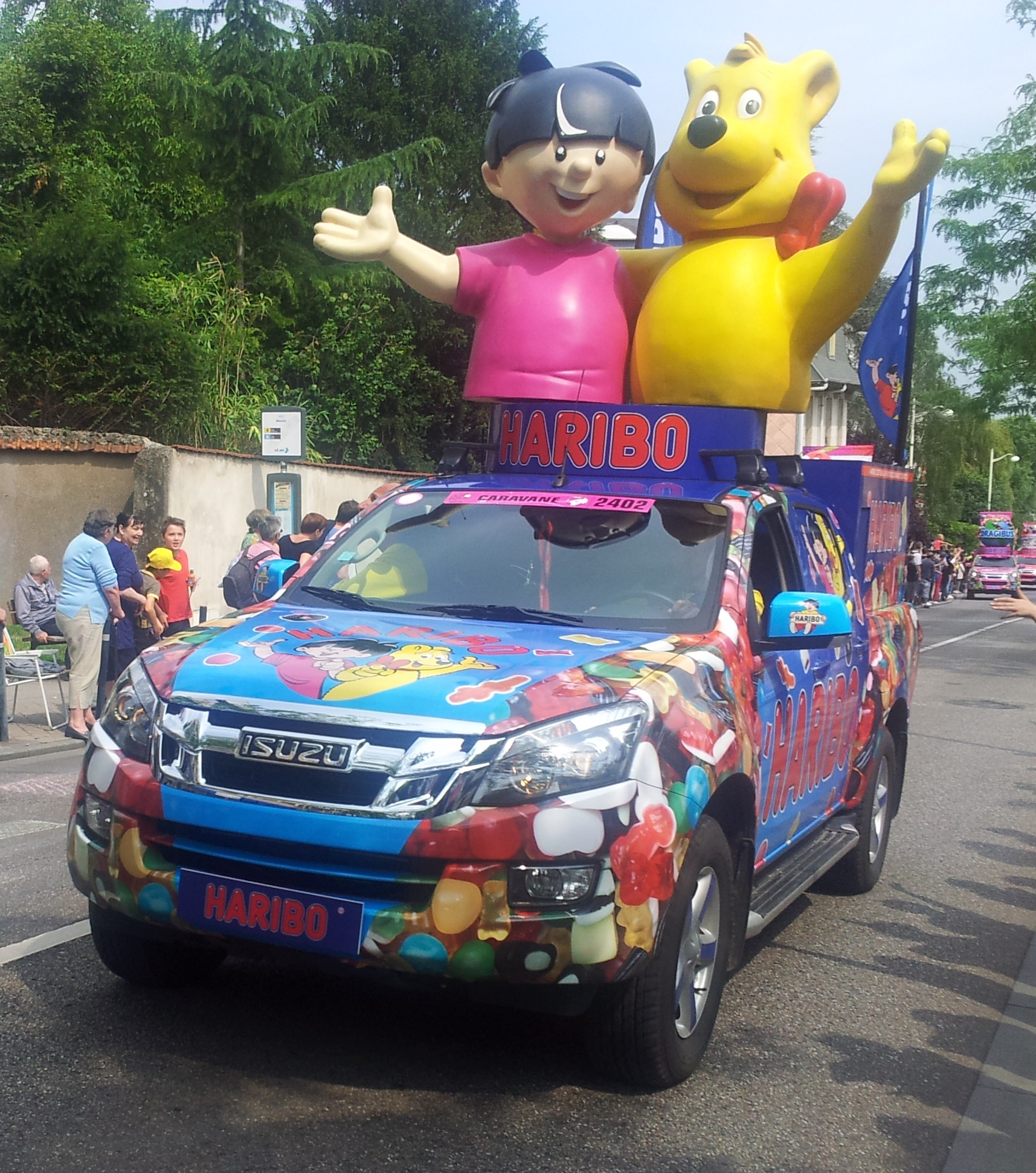
Véhicule publicitaire lors du Tour de France 2014 avec les mascottes de la marque.

### En Amérique du Nord
Haribo avait été importé aux États-Unis pendant de nombreuses années par des importateurs allemands de produits alimentaires et vendu dans des magasins allemands et d'autres épiceries fines à des prix élevés, principalement en vrac. En Allemagne, Haribo n'était pas un produit gastronomique exclusif, mais un bonbon du marché de masse.
Lorsque Haribo of America a été créé dans les années 1980 à Baltimore dans le Maryland, les bonbons gummi de Haribo ont été introduits sur le marché de masse américain à travers des zones telles que les pharmacies, les épiceries bon marché et les magasins discounts. Conditionnés dans des emballages correspondant à la législation américaine et vendus à des prix très compétitifs, cela a eu pour effet de les rendre très populaires, au point que la firme en Allemagne ne pouvait suivre la demande, et que le marché américain a été rapidement inondé de concurrents tels que l'allemand Trolli et l'américain Black Forest.
Le 23 mars 2017, Haribo a annoncé l'ouverture en 2020 de sa première usine aux États-Unis, dans le comté de Kenosha, au Wisconsin, une usine de fabrication d'environ 40 000 m2 pour 400 employés.

### Distribution internationale
Haribo prévoit de s'étendre en Chine et au Brésil. En Chine, la marque a lancé des magasins d'essai à Shanghai et au Guangdong. Le siège social américain est situé à Rosemont, dans l'Illinois. De nouvelles installations de production ont été ouvertes en 2016 à Castleford, dans le Yorkshire de l'Ouest (Angleterre) et la marque prévoit de s'implanter à São Paulo, au Brésil.

### Slogans par pays
| Pays                                           | Slogan | Traduction en français |  |
| ---------------------------------------------- | --- | --- |  |
| Allemagne Autriche Suisse                      | Haribo macht Kinder froh – und Erwachsene ebenso                                                               | Haribo rend les enfants joyeux — et les adultes également                                                                  |  |
| Australie États-Unis Irlande Royaume-Uni Suède | Kids and grown-ups love it so – the happy world of Haribo                                                      | Enfants et adultes l'aiment tellement — le monde joyeux de Haribo                                                          |  |
| Belgique                                       | Haribo maakt kinderen blij – volwassenen horen ook daarbij (en flamand et néerlandais)                         | Haribo rend les enfants heureux - les adultes sont parmi eux                                                               |  |
| Belgique                                       | Haribo, c’est beau la vie – pour les grands et les petits (en français)                                        | |  |
| Bulgarie                                       | С Харибо сме радостни, Харибо обичаме                                                                          | Avec Haribo nous sommes heureux, Haribo d'amour                                                                            |  |
| Chine                                          | 大人小孩都说好，快乐品尝哈瑞宝                                                                                 | Les adultes et les enfants disent tous « bien », heureux Haribo.                                                           |  |
| Danemark                                       | Haribo … den er go’ (et quelques années plus tôt : Luk op for noget godt, luk op for Haribo – den er go’)      | Haribo… ils sont bons (jusqu'à il y a quelques années : Faites quelque chose de bien, ouvrez Haribo - ils sont bons)       |  |
| Espagne                                        | Haribo, dulces sabores – para pequeños y mayores Vive un sabor mágico – ven al mundo Haribo                    | Haribo, saveurs sucrées - pour petits et grands Vis une saveur magique - viens dans le monde Haribo                        |  |
| Finlande                                       | The happy world of Haribo                                                                                      | Le monde joyeux de Haribo                                                                                                  |  |
| France Suisse                                  | Haribo, c’est beau la vie – pour les grands et les petits                                                      | |  |
| Grèce                                          | δίνει χαρά, σε μεγάλους και σε παιδιά                                                                          | Donne de la joie, aux adultes et aux enfants                                                                               |  |
| Hongrie                                        | Gyermek felnőtt kedve jó – édes élet Haribo                                                                    | Les enfants se sentent comme des adultes - Haribo douce vie                                                                |  |
| Italie                                         | Haribo è la bontà – che si gusta ad ogni età                                                                   | Haribo est la bonté - qui compte pour tous les âges                                                                        |  |
| Japon                                          | きらきら笑顔 – みんなでハリボー！ (Kira-kira egao – min’na de Haribō!)                                         | Des sourires scintillants, tous ensemble Haribo !                                                                          |  |
| Norvège                                        | Haribo… den er go’                                                                                             | Haribo… ils sont bons |  |
| Pays-Bas                                       | The happy world of Haribo (bis vor einigen Jahren: Haribo maakt kinderen blij – volwassenen horen ook daarbij) | Le monde heureux de Haribo (jusqu'à il y a quelques années : Haribo rend les enfants heureux - les adultes en font partie) |  |
| Pologne                                        | Haribo smak radości dla dzieci i dorosłych                                                                     | Haribo le goût de la joie pour les enfants et les adultes                                                                  |  |
| Portugal                                       | Haribo doces sabores – para os pequenos e os maiores                                                           | Haribo douces saveurs — pour les petits et les grands                                                                      |  |
| Russie                                         | Детям, взрослым повезло – радость дарит харибо                                                                 | Enfants, adultes ont de la chance – Haribo offre la joie                                                                   |  |
| Slovaquie                                      | Haribo chutí malým, rovnako i dospelým                                                                         | Haribo régale les enfants comme les adultes                                                                                |  |
| Tchéquie                                       | Haribo chutná malým, stejně tak i dospělým                                                                     | Haribo régale les petits tout comme les adultes                                                                            |  |
| Turquie                                        | Çocuk ya da büyük ol, Haribo’yla mutlu ol                                                                      | Que tu sois jeune ou vieux, sois heureux avec Haribo                                                                       |  |

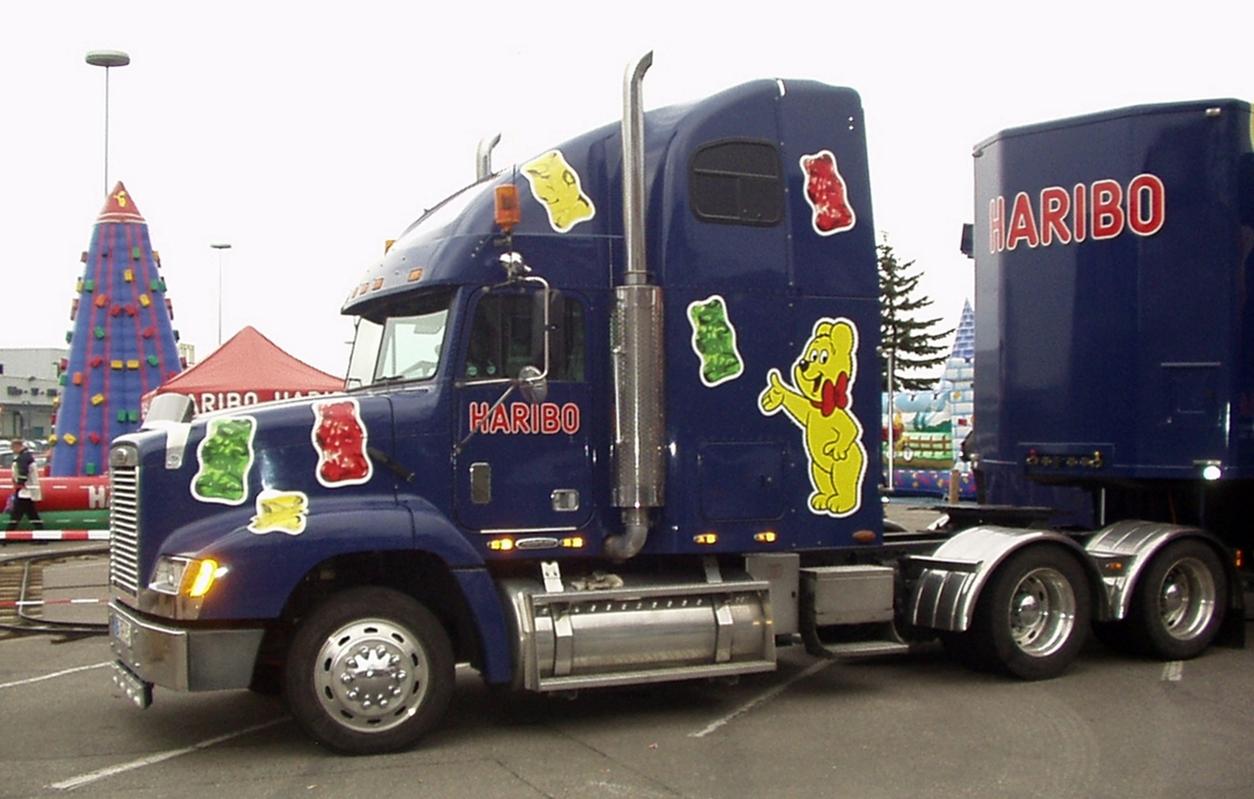
Camion aux couleurs de Haribo (2003).
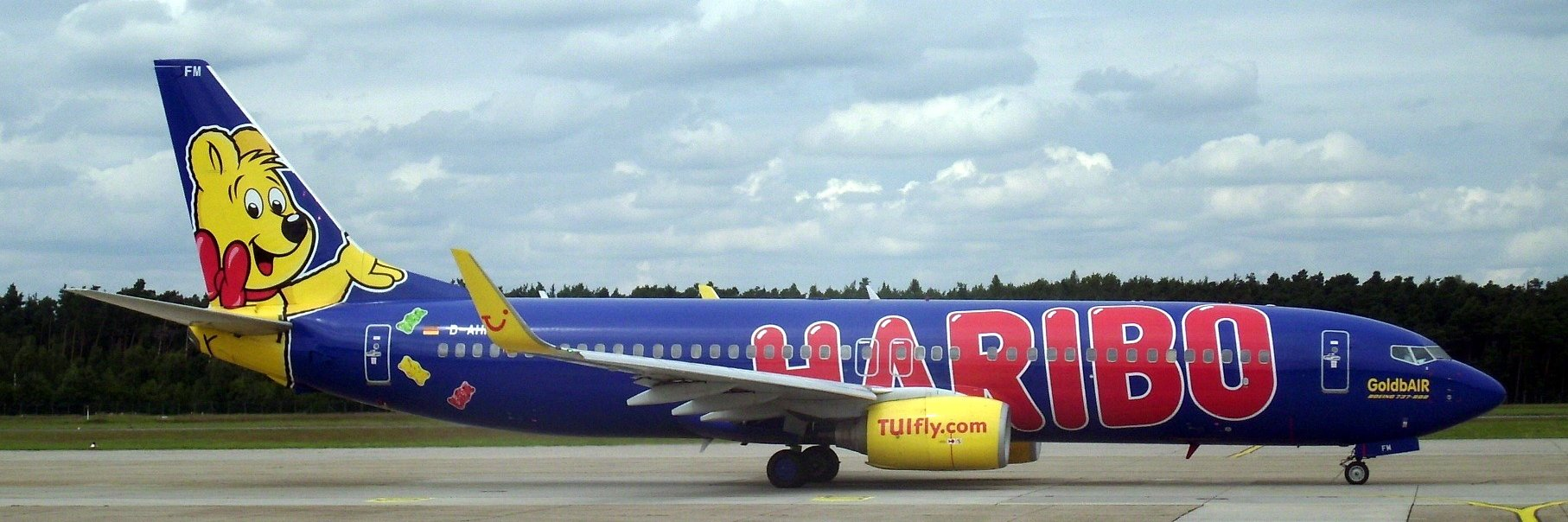
Boeing 737-800 GoldbAIR de TUIfly aux couleurs d'Haribo (2009).
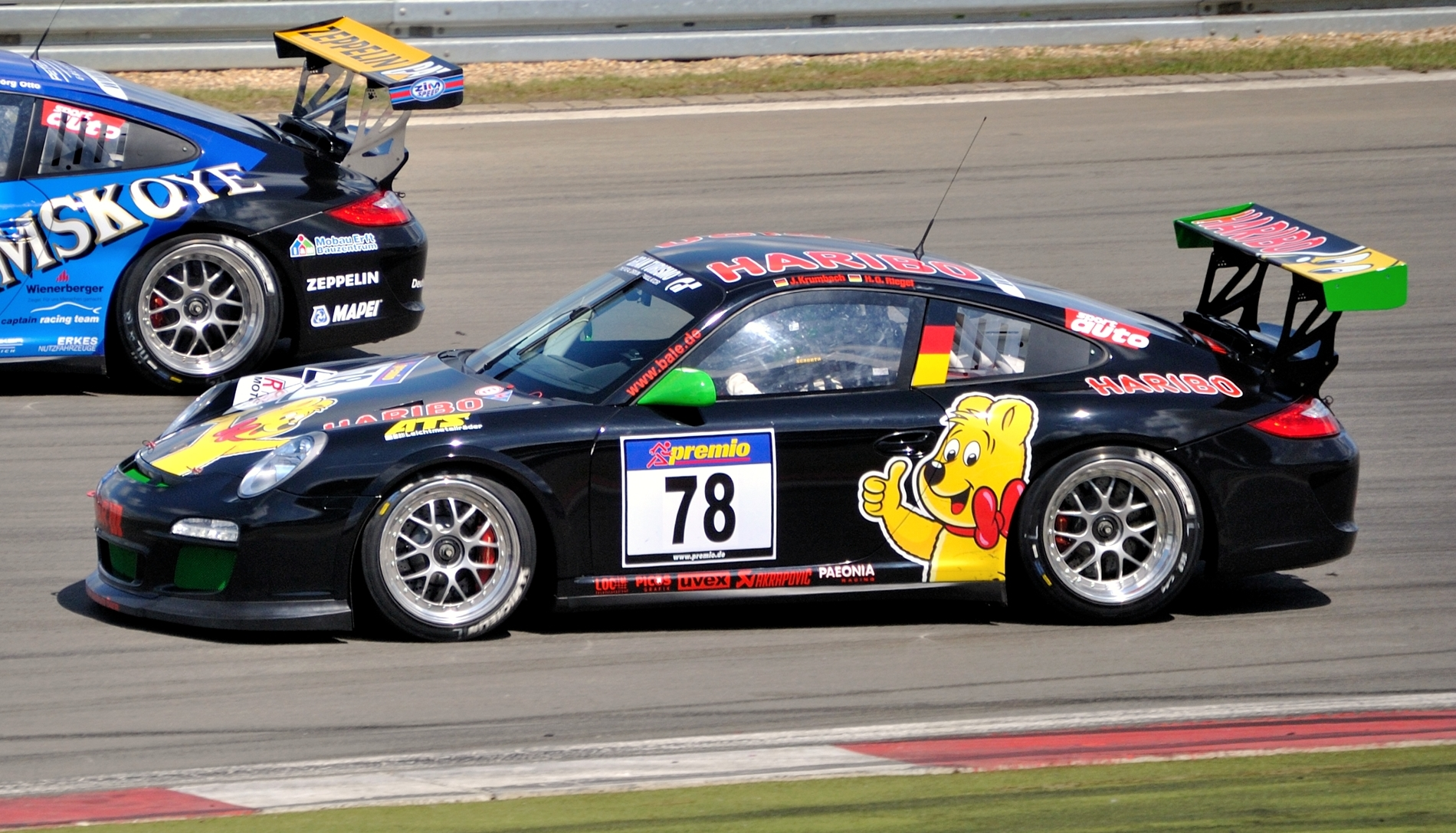
Porsche 911 GT3 Cup sur le circuit du Nürburgring (2011).
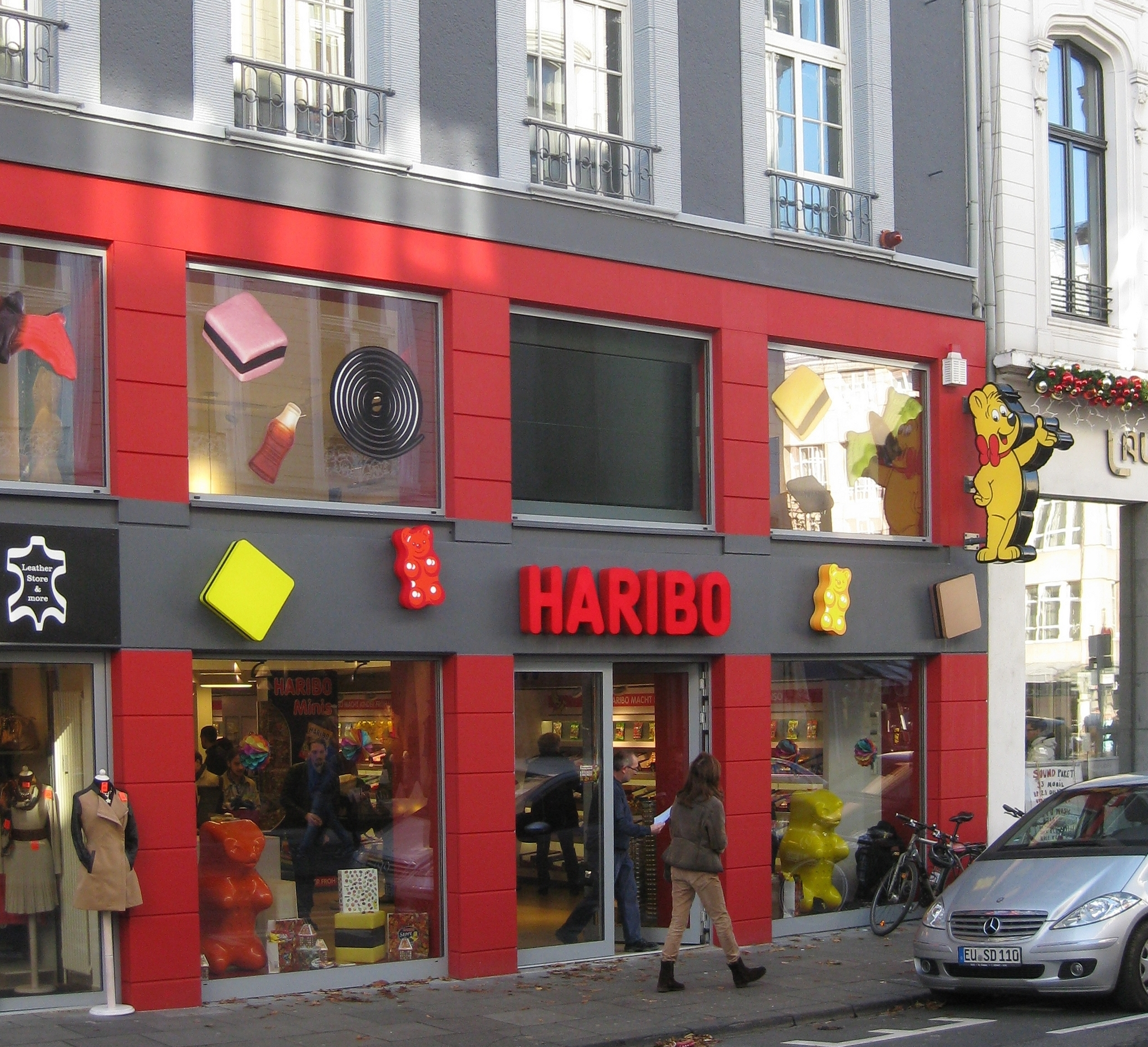
Magasin de la firme Haribo, à Bonn (2013).
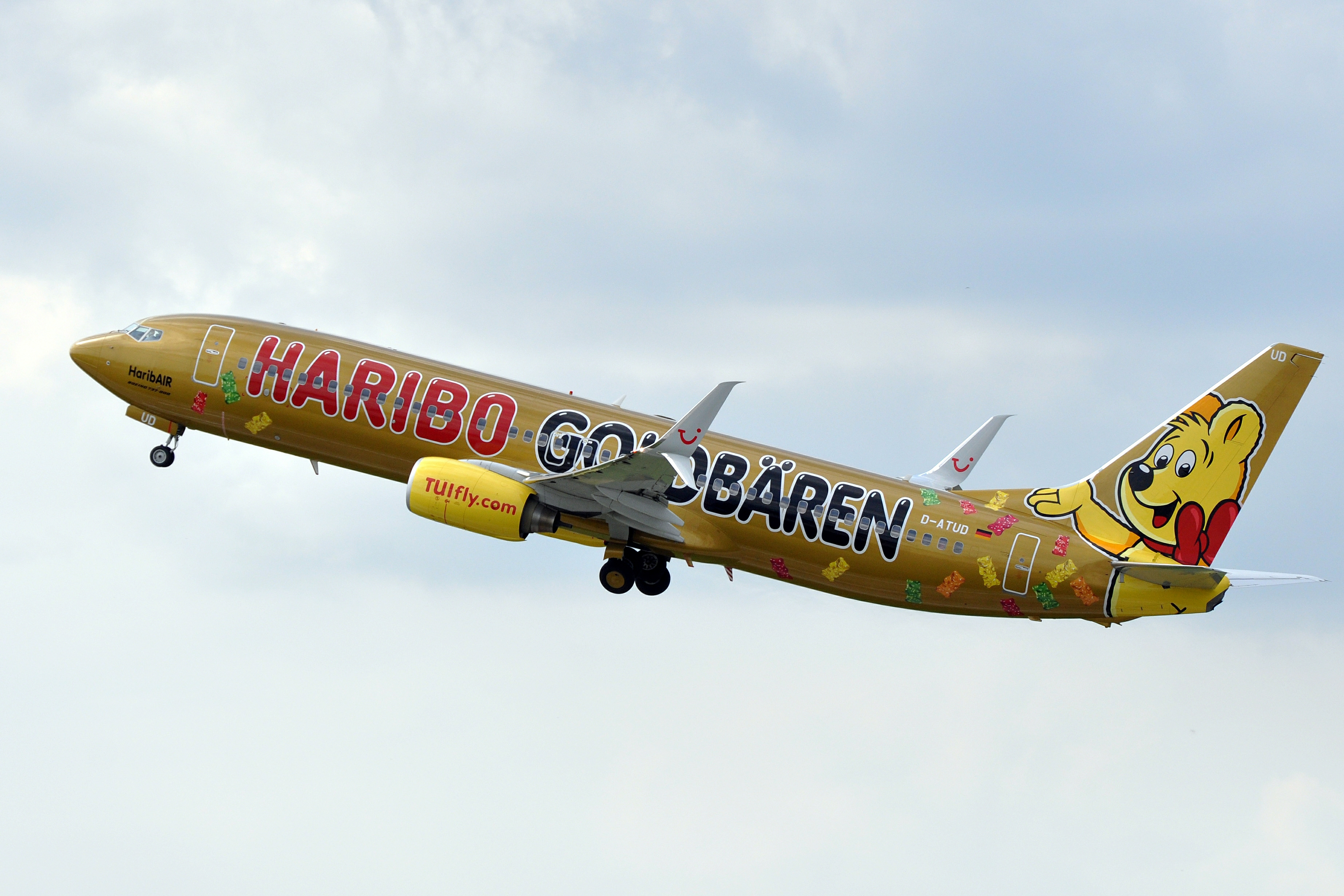
Boeing 737-800 HaribAIR de TUIfly aux couleurs d'Haribo (2014).
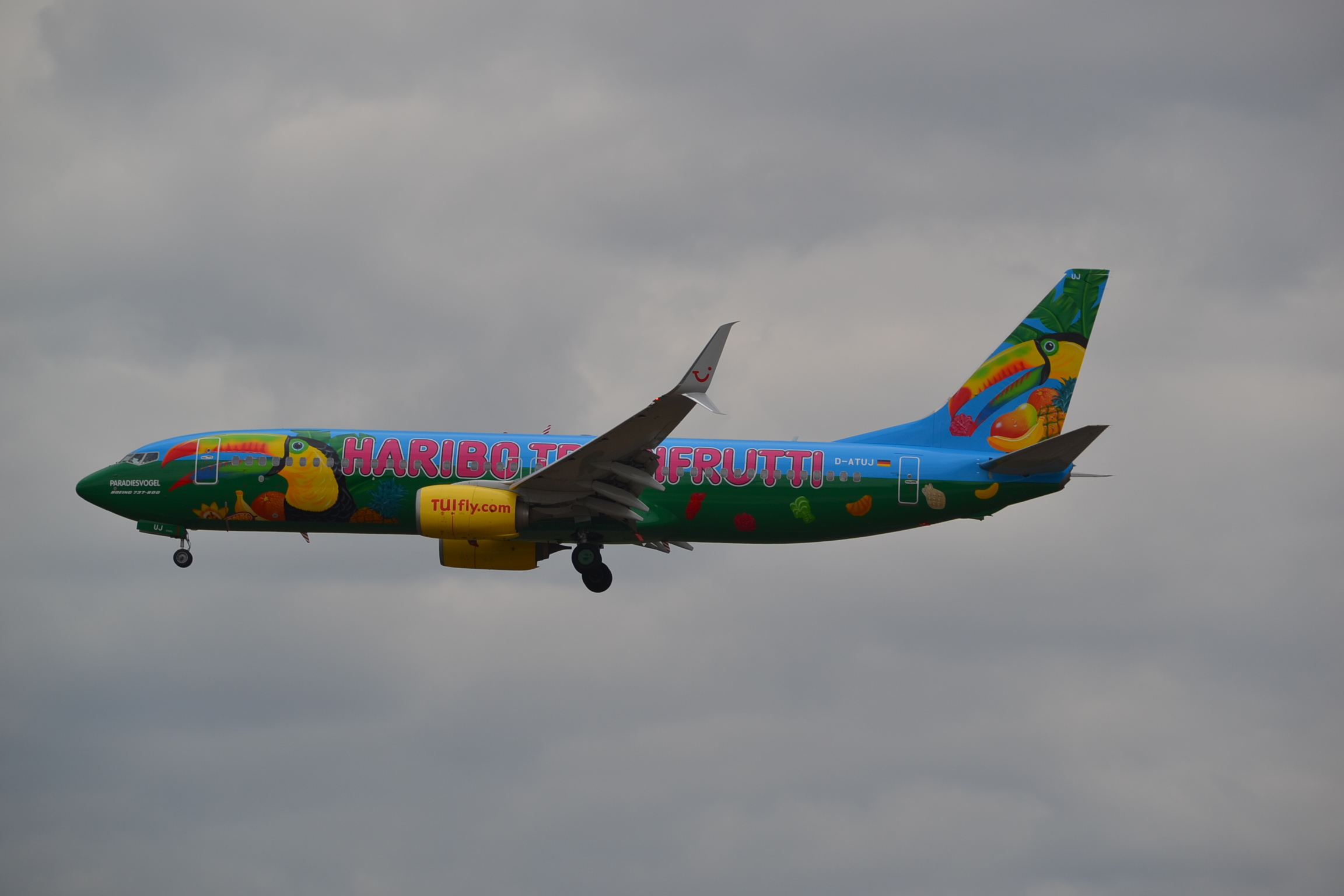
Boeing 737-800 Paradiesvogel de TUIfly aux couleurs d'Haribo Tropifrutti (2015).
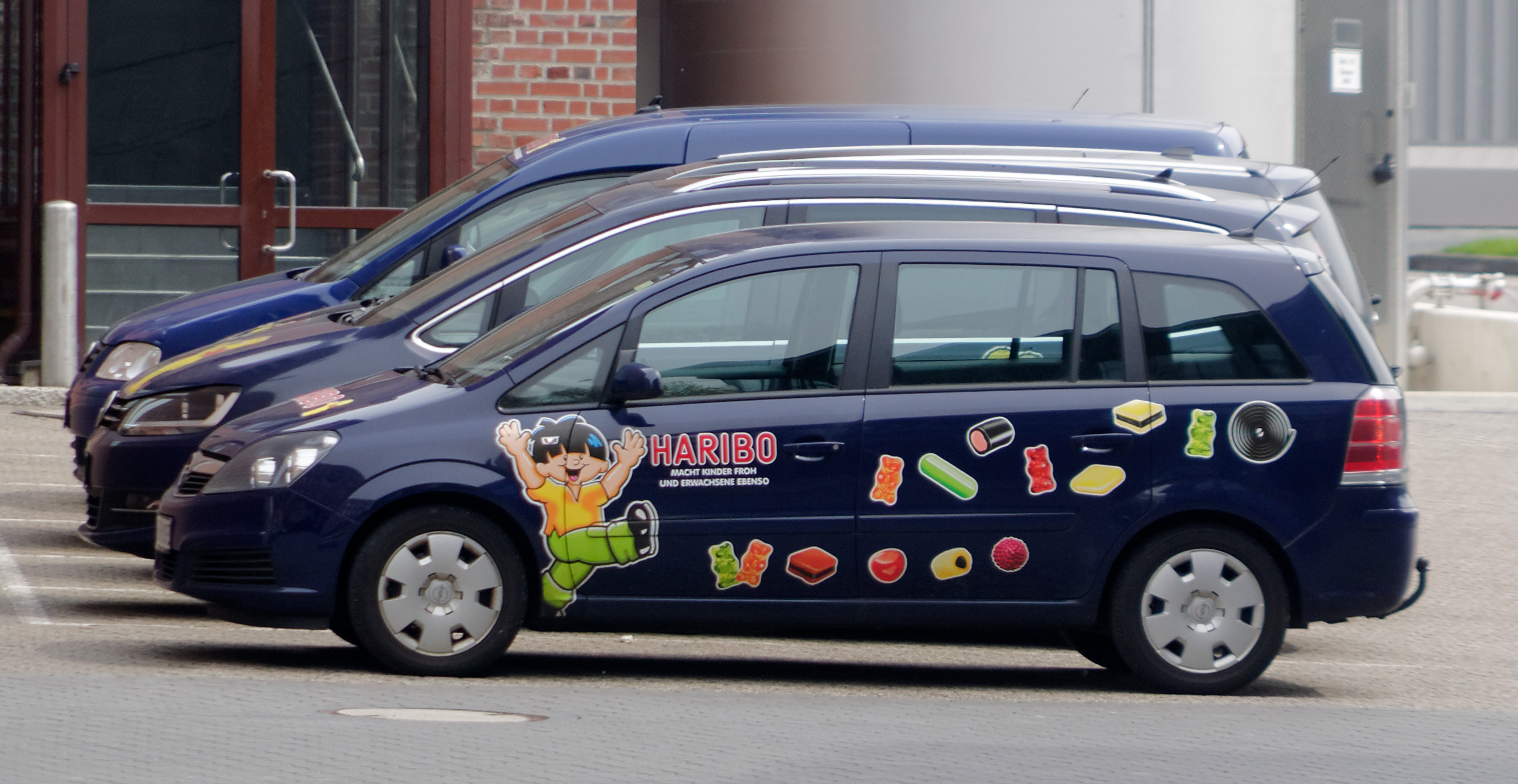
Véhicule commercial publicitaire (2015).

## Controverses
Haribo a été cité au Parlement allemand pour avoir utilisé pendant la Seconde Guerre mondiale le travail obligatoire dans ses usines. La firme a contesté ce fait et refusé, par conséquent, de contribuer au fonds d'indemnisation des travailleurs forcés.
En juillet 2012, Haribo est condamné par les autorités allemandes de la concurrence pour entente sur les prix avec ses rivaux. L'entreprise et un responsable des ventes devront payer une amende de 2,4 millions d'euros pour s'être régulièrement tenus informés avec trois autres concurrents de leurs négociations avec les détaillants sur les réductions accordées lors d'achats en gros. La marque Mars, un des trois rivaux de Haribo, est exempté d'amende pour avoir révélé l'affaire.